# Трирутенийгептанеодим
Трирутенийгептанеодим — бинарное неорганическое соединение
неодима и рутения
с формулой Nd7Ru3,
кристаллы.

## Получение
- Сплавление стехиометрических количеств чистых веществ:

{\displaystyle {\mathsf {7Nd+3Ru\ {\xrightarrow {890^{o}C}}\ Nd_{7}Ru_{3}}}}

## Физические свойства
Трирутенийгептанеодим образует кристаллы
тетрагональной сингонии, пространственная группа P nma, параметры ячейки a = 0,7303 нм, b = 2,2830 нм, c = 0,6532 нм, Z = 4
.
Соединение образуется по перитектической реакции при температуре 890°C .